# Pycnomerus annae
Pycnomerus annae es una especie de coleóptero de la familia Zopheridae.

## Distribución geográfica
Habita en Jamaica.